# USA i olympiska sommarspelen 2024
Amerikas förenta stater (USA), genom USA:s olympiska kommitté (USOPC), deltog i olympiska sommarspelen 2024 i Paris från 26 juli till 11 augusti 2024. Amerikanska idrottare har deltagit i alla olympiska sommarspelen i modern tid, förutom 1980 års upplaga i Moskva, då Amerika ledde en bojkott för sextiosex nationer i protest mot den sovjetiska invasionen av Afghanistan. Eftersom Los Angeles är värd för olympiska sommarspelen 2028 tågade USA in näst sist, före den franska truppen, under paraden av nationer i öppningsceremonin. Dessutom framfördes ett amerikanskt segment under avslutningsceremonin.

## Lagledare
Rocky Harris utsågs till Chef de Mission för det amerikanska OS-laget 2024. Team USA House ligger i Palais Brongniart och erbjuder gästerna en hemmabas att heja på och fira amerikanska idrottare vid spelen. Jose Castillo, en Johnson City-entreprenör, fungerade som värd på Team USA House.

## Friidrott
Amerikanska friidrottare kunde kvalificera sig till olympiska sommarspelen 2024, med högst tre idrottare per gren och ett lag i stafettgrenar, antigen genom att uppnå kvalificeringsstandarder eller i kraft av sin världsranking. Det amerikanska friidrottsförbundet USA Track & Field inledde sin kvalificeringsperiod med de olympiska maratonförsöken i Orlando, Florida den 3 februari 2024. Senare i samma månad tillkännagav USATF personallistan för de olympiska spelen och uppgav att Stanley Redwine skulle fungera som herrarnas huvudtränare och LaTanya Sheffield skulle vara damernas huvudtränare.
För att säkerställa att de blev uttagna till det amerikanska friidrottslaget i Paris tävlade idrottarna i de amerikanska olympiska uttagningarna 2024 den 21–30 juni 2024 i Eugene, Oregon. Den 9 juli 2024 tillkännagav USA Track & Field officiellt den slutliga listan över 120 idrottare (59 män och 61 kvinnor) som hade kvalificerat sig för USA:s olympiska friidrottslag 2024. 16-åriga Quincy Wilson blev uttagen till stafettlaget på 4 x 400 meter och blev den yngsta manliga amerikanska friidrottsolympiern i historien.
USA:s friidrottstrupp hade ett framgångsrikt OS och kom på första plats genom att vinna 14 guld. Totalt vann de 34 medaljer.
| Nation | Placering | Guld | Silver | Brons | Totalt |
| USA    | 1         | 14   | 11     | 9     | 34     |

Källa:
Anmärkningar
- Rank = Visar idrottarens placering.
- Q = Kvalade till nästa runda via placering i löpgrenar eller genom att uppnå kvalificeringsgränsen i kastgrenar.
- q = Kvalade till nästa runda via tid i löpgrenar eller via placering utan att uppnå kvalificeringsgränsen i kastgrenar.
- R = Kvalade till återkval (eng: Repechage).
- – = Rundan fanns inte i den grenen.
- Vidare = Behövde inte delta i den rundan.
- VR = Världsrekord.
- OR = Olympiskt rekord.
- AR = Världsdelsrekord (eng: area record).
- NR = Nationellt rekord.
- DNF = Slutförde inte tävlingen.
- DSQ = Diskvalifikation.
- NM = Inget resultat.

Amerikanska idrottare i

Bana och väg
| Idrottare                                                                       | Gren              | Inledande omgång | Inledande omgång | Kvalheat | Kvalheat | Återkval | Återkval | Semifinal | Semifinal | Final            | Final            |
| Idrottare                                                                       | Gren              | Tid              | Rank             | Tid      | Rank     | Tid      | Rank     | Tid       | Rank      | Tid              | Rank             |
| ------------------------------------------------------------------------------- | ----------------- | ---------------- | ---------------- | -------- | -------- | -------- | -------- | --------- | --------- | ---------------- | ---------------- |
| Kenneth Bednarek                                                                | 100 m             | vidare           | vidare           | 9,97     | 1 Q      | –        | –        | 9,93      | 4 q       | 9,88             | 7                |
| Fred Kerley                                                                     | 100 m             | vidare           | vidare           | 9,97     | 1 Q      | –        | –        | 9,84      | 2 Q       | 9,81             | 3                |
| Noah Lyles                                                                      | 100 m             | vidare           | vidare           | 10,04    | 2 Q      | –        | –        | 9,83      | 2 Q       | 9,79 (,784)      | 1                |
| Kenneth Bednarek                                                                | 200 m             | –                | –                | 19,96    | 1 Q      | vidare   | vidare   | 20,00     | 1 Q       | 19,62            | 2                |
| Erriyon Knighton                                                                | 200 m             | –                | –                | 19,99    | 1 Q      | vidare   | vidare   | 20,09     | 1 Q       | 19,99            | 4                |
| Noah Lyles                                                                      | 200 m             | –                | –                | 20,19    | 1 Q      | vidare   | vidare   | 20,08     | 2 Q       | 19,70            | 3                |
| Christopher Bailey                                                              | 400 m             | –                | –                | 44,89    | 2 Q      | vidare   | vidare   | 44,31     | 3 q       | 44.58            | 6                |
| Quincy Hall                                                                     | 400 m             | –                | –                | 44,28    | 1 Q      | vidare   | vidare   | 43,95     | 1 Q       | 43,40            | 1                |
| Michael Norman                                                                  | 400 m             | –                | –                | 44,10    | 1 Q      | vidare   | vidare   | 44,26     | 2 Q       | 45,62            | 8                |
| Bryce Hoppel                                                                    | 800 m             | –                | –                | 1:45,24  | 2 Q      | vidare   | vidare   | 1:43,41   | 2 Q       | 1:41,67 NR       | 4                |
| Hobbs Kessler                                                                   | 800 m             | –                | –                | 1:46,15  | 3 Q      | vidare   | vidare   | 1:46,20   | 6         | Gick inte vidare | Gick inte vidare |
| Brandon Miller                                                                  | 800 m             | –                | –                | 1:46,34  | 8 R      | 1:44,21  | 1 Q      | 1:45,79   | 5         | Gick inte vidare | Gick inte vidare |
| Cole Hocker                                                                     | 1 500 m           | –                | –                | 3:35,27  | 2 Q      | vidare   | vidare   | 3:32,54   | 3 Q       | 3:27,65 OR       | 1                |
| Hobbs Kessler                                                                   | 1 500 m           | –                | –                | 3:36,87  | 2 Q      | vidare   | vidare   | 3:31,97   | 2 Q       | 3:29,45          | 5                |
| Yared Nuguse                                                                    | 1 500 m           | –                | –                | 3:36,56  | 5 Q      | vidare   | vidare   | 3:31,72   | 1 Q       | 3:27,80          | 3                |
| Graham Blanks                                                                   | 5 000 m           | –                | –                | 14:09,06 | 6 Q      | –        | –        | –         | –         | 13:18,67         | 9                |
| Grant Fisher                                                                    | 5 000 m           | –                | –                | 13:52,44 | 4 Q      | –        | –        | –         | –         | 13:15,13         | 3                |
| Abdihamid Nur                                                                   | 5 000 m           | –                | –                | 14:15,00 | 19       | –        | –        | –         | –         | Gick inte vidare | Gick inte vidare |
| Grant Fisher                                                                    | 10 000 m          | –                | –                | –        | –        | –        | –        | –         | –         | 26:43,46         | 3                |
| Woody Kincaid                                                                   | 10 000 m          | –                | –                | –        | –        | –        | –        | –         | –         | 27:29,40         | 16               |
| Nico Young                                                                      | 10 000 m          | –                | –                | –        | –        | –        | –        | –         | –         | 26:58,11         | 12               |
| Freddie Crittenden                                                              | 110 m häck        | –                | –                | 18,27    | 8 R      | 13,42    | 1 Q      | 13,23     | 2 Q       | 13,32            | 6                |
| Grant Holloway                                                                  | 110 m häck        | –                | –                | 13,01    | 1 Q      | vidare   | vidare   | 12,98     | 1 Q       | 12,99            | 1                |
| Daniel Roberts                                                                  | 110 m häck        | –                | –                | 13,43    | 3 Q      | vidare   | vidare   | 13,10     | 2 Q       | 13,09 (,085)     | 2                |
| CJ Allen                                                                        | 400 m häck        | –                | –                | 48,64    | 2 Q      | vidare   | vidare   | 48,44     | 4         | Gick inte vidare | Gick inte vidare |
| Trevor Bassitt                                                                  | 400 m häck        | –                | –                | 49,38    | 5 R      | 48,64    | 1 Q      | 48,29     | 4         | Gick inte vidare | Gick inte vidare |
| Rai Benjamin                                                                    | 400 m häck        | –                | –                | 48,82    | 1 Q      | vidare   | vidare   | 47,85     | 1 Q       | 46,46            | 1                |
| James Corrigan                                                                  | 3 000 m hinder    | –                | –                | 8:36,67  | 10       | –        | –        | –         | –         | Gick inte vidare | Gick inte vidare |
| Kenneth Rooks                                                                   | 3 000 m hinder    | –                | –                | 8:24,95  | 2 Q      | –        | –        | –         | –         | 8:06,41          | 2                |
| Matthew Wilkinson                                                               | 3 000 m hinder    | –                | –                | 8:16,82  | 6        | –        | –        | –         | –         | Gick inte vidare | Gick inte vidare |
| Kenny Bednarek, Christian Coleman, Fred Kerley, Kyree King, Courtney Lindsey*   | 4 × 100 m stafett | –                | –                | 37,47    | 1 Q      | –        | –        | –         | –         | DQ               | DQ               |
| Christopher Bailey, Rai Benjamin, Bryce Deadmon, Vernon Norwood, Quincy Wilson* | 4 × 400 m stafett | –                | –                | 2:59,15  | 3 Q      | –        | –        | –         | –         | 2:54,43 OR       | 1                |
| Leonard Essau Korir                                                             | Maraton           | –                | –                | –        | –        | –        | –        | –         | –         | 2:18:45          | 63               |
| Conner Mantz                                                                    | Maraton           | –                | –                | –        | –        | –        | –        | –         | –         | 2:08:12          | 8                |
| Clayton Young                                                                   | Maraton           | –                | –                | –        | –        | –        | –        | –         | –         | 2:08:44          | 9                |

* Löparen deltog bara i första rundans kvalheat.
Källa:
| Idrottare | Gren              | Inledande omgång | Inledande omgång | Kvalheat | Kvalheat | Återkval | Återkval | Semifinal        | Semifinal        | Final            | Final            |
| Idrottare | Gren              | Tid              | Rank             | Tid      | Rank     | Tid      | Rank     | Tid              | Rank             | Tid              | Rank             |
| --- | ----------------- | ---------------- | ---------------- | -------- | -------- | -------- | -------- | ---------------- | ---------------- | ---------------- | ---------------- |
| Melissa Jefferson | 100 m             | vidare           | vidare           | 10,96    | 2 Q      | –        | –        | 10,99            | 1 Q              | 10,92            | 3                |
| Sha'Carri Richardson | 100 m             | vidare           | vidare           | 10,94    | 1 Q      | –        | –        | 10,89            | 2 Q              | 10,87            | 2                |
| Twanisha Terry | 100 m             | vidare           | vidare           | 11,15    | 1 Q      | –        | –        | 11,07            | 3 q              | 10,97            | 5                |
| Brittany Brown | 200 m             | –                | –                | 22,38    | 1 Q      | vidare   | vidare   | 22,12            | 1 Q              | 22,20            | 3                |
| McKenzie Long | 200 m             | –                | –                | 22,55    | 1 Q      | vidare   | vidare   | 22,30            | 3 q              | 22,42            | 7                |
| Gabrielle Thomas | 200 m             | –                | –                | 22,20    | 1 Q      | vidare   | vidare   | 21,86            | 1 Q              | 21,83            | 1                |
| Aaliyah Butler | 400 m             | –                | –                | 50,52    | 2 Q      | vidare   | vidare   | 51,18            | 6                | Gick inte vidare | Gick inte vidare |
| Kendall Ellis | 400 m             | –                | –                | 51,16    | 5 R      | 50,44    | 1 Q      | 50,40            | 4                | Gick inte vidare | Gick inte vidare |
| Alexis Holmes | 400 m             | –                | –                | 50,35    | 2 Q      | vidare   | vidare   | 50,00            | 2 Q              | 49,77            | 6                |
| Nia Akins | 800 m             | –                | –                | 1:59,67  | 2 Q      | vidare   | vidare   | 1:58,20          | 3                | Gick inte vidare | Gick inte vidare |
| Juliette Whittaker | 800 m             | –                | –                | 2:00,45  | 3 Q      | vidare   | vidare   | 1:57,76          | 3 q              | 1:58,50          | 7                |
| Allie Wilson | 800 m             | –                | –                | 1:59,69  | 6 R      | 1:59,73  | 3        | Gick inte vidare | Gick inte vidare | Gick inte vidare | Gick inte vidare |
| Nikki Hiltz | 1 500 m           | –                | –                | 4:00,42  | 3 Q      | vidare   | vidare   | 3:56,17          | 3 Q              | 3:56,38          | 7                |
| Emily Mackay | 1 500 m           | –                | –                | 3:59,63  | 6 Q      | vidare   | vidare   | 4:02,03          | 13               | Gick inte vidare | Gick inte vidare |
| Elle St. Pierre | 1 500 m           | –                | –                | 4:03,22  | 3 Q      | vidare   | vidare   | 3:59,74          | 3 Q              | 3:57,52          | 8                |
| Elise Cranny | 5 000 m           | –                | –                | 14:58,55 | 7 Q      | –        | –        | –                | –                | 14:48,06         | 10               |
| Whittni Morgan | 5 000 m           | –                | –                | 15:02,14 | 6 Q      | –        | –        | –                | –                | 14:53,57         | 13               |
| Karissa Schweizer | 5 000 m           | –                | –                | 14:59,64 | 8 Q      | –        | –        | –                | –                | 14:45,57         | 9                |
| Weini Kelati | 10 000 m          | –                | –                | –        | –        | –        | –        | –                | –                | 30:49,98         | 8                |
| Karissa Schweizer | 10 000 m          | –                | –                | –        | –        | –        | –        | –                | –                | 30:51,99         | 9                |
| Parker Valby | 10 000 m          | –                | –                | –        | –        | –        | –        | –                | –                | 30:59,28         | 11               |
| Alaysha Johnson | 100 m häck        | –                | –                | 12,61    | 2 Q      | vidare   | vidare   | 12,34            | 1 Q              | 12,33            | 7                |
| Masai Russell | 100 m häck        | –                | –                | 12,53    | =1 Q     | vidare   | vidare   | 12.42            | 2 Q              | 12.33            | 1                |
| Grace Stark | 100 m häck        | –                | –                | 12.72    | 3 Q      | vidare   | vidare   | 12.39            | 1 Q              | 12,43            | 5                |
| Anna Cockrell | 400 m häck        | –                | –                | 53,91    | 1 Q      | vidare   | vidare   | 52,90            | 2 Q              | 51,87            | 2                |
| Jasmine Jones | 400 m häck        | –                | –                | 53,60    | 1 Q      | vidare   | vidare   | 53,83            | 2 Q              | 52,29            | 4                |
| Sydney McLaughlin-Levrone                                                                                                  | 400 m häck        | –                | –                | 53,60    | 1 Q      | vidare   | vidare   | 52,13            | 1 Q              | 50,37 VR         | 1                |
| Valerie Constien | 3 000 m hinder    | –                | –                | 9:16,33  | 3 Q      | –        | –        | –                | –                | 9:34,08          | 15               |
| Marisa Howard | 3 000 m hinder    | –                | –                | 9:24,78  | 7        | –        | –        | –                | –                | Gick inte vidare | Gick inte vidare |
| Courtney Wayment | 3 000 m hinder    | –                | –                | 9:10,72  | 4 Q      | –        | –        | –                | –                | 9:13,60          | 12               |
| Melissa Jefferson, Sha'Carri Richardson, Twanisha Terry, Gabrielle Thomas                                                  | 4 × 100 m stafett | –                | –                | 41,94    | 1 Q      | –        | –        | –                | –                | 41,78            | 1                |
| Kaylyn Brown*, Aaliyah Butler*, Quanera Hayes*, Alexis Holmes, Shamier Little, Sydney McLaughlin-Levrone, Gabrielle Thomas | 4 × 400 m stafett | –                | –                | 3:21,44  | 1 Q      | –        | –        | –                | –                | 3:15,27 NR AR    | 1                |
| Dakotah Lindwurm | Maraton           | –                | –                | –        | –        | –        | –        | –                | –                | 2:25:44          | 12               |
| Fiona O'Keeffe | Maraton           | –                | –                | –        | –        | –        | –        | –                | –                | DNF              | DNF              |
| Emily Sisson | Maraton           | –                | –                | –        | –        | –        | –        | –                | –                | 2:29:53          | 23               |

* Löparen deltog bara i första rundans kvalheat.
Källa:
| Idrottare                                                   | Gren              | Kvalheat   | Kvalheat | Final   | Final |
| Idrottare                                                   | Gren              | Tid        | Rank     | Tid     | Rank  |
| ----------------------------------------------------------- | ----------------- | ---------- | -------- | ------- | ----- |
| Kaylyn Brown, Bryce Deadmon, Shamier Little, Vernon Norwood | 4 × 400 m stafett | 3:07,41 VR | 1 Q      | 3:07,74 | 2     |

Källa:

Fältgrenar
| Idrottare         | Gren           | Kval  | Kval     | Final            | Final            |
| Idrottare         | Gren           | Längd | Position | Längd            | Placering        |
| ----------------- | -------------- | ----- | -------- | ---------------- | ---------------- |
| Malcolm Clemons   | Längdhopp      | 7,72  | 21       | Gick inte vidare | Gick inte vidare |
| Jeremiah Davis    | Längdhopp      | 7,83  | 15       | Gick inte vidare | Gick inte vidare |
| Jarrion Lawson    | Längdhopp      | NM    | NM       | Gick inte vidare | Gick inte vidare |
| Salif Mane        | Tresteg        | 17,16 | =3 Q     | 17,41            | 6                |
| Russell Robinson  | Tresteg        | 16,47 | 22       | Gick inte vidare | Gick inte vidare |
| Donald Scott      | Tresteg        | 16,77 | 14       | Gick inte vidare | Gick inte vidare |
| JuVaughn Harrison | Höjdhopp       | 2,20  | =19      | Gick inte vidare | Gick inte vidare |
| Shelby McEwen     | Höjdhopp       | 2,27  | 1 q      | 2,36             | 2                |
| Vernon Turner     | Höjdhopp       | 2,15  | 28       | Gick inte vidare | Gick inte vidare |
| Sam Kendricks     | Stavhopp       | 5,75  | 8 q      | 5,95             | 2                |
| Chris Nilsen      | Stavhopp       | 5,40  | =26      | Gick inte vidare | Gick inte vidare |
| Jacob Wooten      | Stavhopp       | 5,60  | 22       | Gick inte vidare | Gick inte vidare |
| Ryan Crouser      | Kulstötning    | 21,49 | 4 Q      | 22,90            | 1                |
| Joe Kovacs        | Kulstötning    | 21,24 | 7 q      | 22,15            | 2                |
| Payton Otterdahl  | Kulstötning    | 21,52 | 3 Q      | 22,03            | 4                |
| Joseph Brown      | Diskuskastning | 61,68 | 22       | Gick inte vidare | Gick inte vidare |
| Andrew Evans      | Diskuskastning | 62,25 | 17       | Gick inte vidare | Gick inte vidare |
| Sam Mattis        | Diskuskastning | 62,66 | 14       | Gick inte vidare | Gick inte vidare |
| Curtis Thompson   | Spjutkastning  | 76,79 | 27       | Gick inte vidare | Gick inte vidare |
| Daniel Haugh      | Släggkastning  | NM    | NM       | Gick inte vidare | Gick inte vidare |
| Rudy Winkler      | Släggkastning  | 77,29 | 4 Q      | 77,92            | 6                |

Källa:
| Idrottare            | Gren           | Kval  | Kval     | Final            | Final            |
| Idrottare            | Gren           | Längd | Position | Längd            | Placering        |
| -------------------- | -------------- | ----- | -------- | ---------------- | ---------------- |
| Tara Davis-Woodhall  | Längdhopp      | 6,90  | 1 Q      | 7,10             | 1                |
| Jasmine Moore        | Längdhopp      | 6,66  | 6 q      | 6,96             | 3                |
| Monae' Nichols       | Längdhopp      | 6,64  | 8 q      | 6,67             | 6                |
| Tori Franklin        | Tresteg        | 14,02 | 14       | Gick inte vidare | Gick inte vidare |
| Jasmine Moore        | Tresteg        | 14,43 | 3 Q      | 14,67            | 3                |
| Keturah Orji         | Tresteg        | 14,09 | 11 q     | 14,05            | 9                |
| Vashti Cunningham    | Höjdhopp       | 1,92  | =12 q    | 1,95             | 5                |
| Rachel Glenn         | Höjdhopp       | 1,88  | =15      | Gick inte vidare | Gick inte vidare |
| Brynn King           | Stavhopp       | 4,40  | =22      | Gick inte vidare | Gick inte vidare |
| Katie Moon           | Stavhopp       | 4,55  | =1 q     | 4,85             | 2                |
| Bridget Williams     | Stavhopp       | 4,40  | =22      | Gick inte vidare | Gick inte vidare |
| Chase Ealey          | Kulstötning    | 17,60 | 17       | Gick inte vidare | Gick inte vidare |
| Jaida Ross           | Kulstötning    | 18,58 | 8 q      | 19.28            | 4                |
| Raven Saunders       | Kulstötning    | 18,62 | 7 q      | 17,79            | 11               |
| Valarie Allman       | Diskuskastning | 69,59 | 1 Q      | 69,50            | 1                |
| Veronica Fraley      | Diskuskastning | 62,54 | 13       | Gick inte vidare | Gick inte vidare |
| Jayden Ulrich        | Diskuskastning | 61,08 | 18       | Gick inte vidare | Gick inte vidare |
| Maggie Malone-Hardin | Spjutkastning  | 58,76 | 24       | Gick inte vidare | Gick inte vidare |
| Annette Echikunwoke  | Släggkastning  | 73,52 | 4 Q      | 75,48            | 2                |
| DeAnna Price         | Släggkastning  | 73,79 | 3 Q      | 71,00            | 11               |
| Erin Reese           | Släggkastning  | 70,23 | 14       | Gick inte vidare | Gick inte vidare |

Källa:
Mångkamp
| Athlete              | Event  | 100 m | LH   | KS    | HH   | 400 m | 110 h | DK    | SH   | SK    | 1 500 m | Final | Rank |
| -------------------- | ------ | ----- | ---- | ----- | ---- | ----- | ----- | ----- | ---- | ----- | ------- | ----- | ---- |
| Heath Baldwin        | Result | 10.91 | 7.38 | 14.48 | 2.17 | 49.04 | 14.04 | 43.66 | 4.70 | 67.59 | 4:40.67 | 8422  | 10   |
| Heath Baldwin        | Poäng  | 881   | 905  | 758   | 963  | 859   | 969   | 739   | 819  | 853   | 676     | 8422  | 10   |
| Harrison A. Williams | Längd  | 10.62 | 7.42 | 15.66 | 1.96 | 46.71 | 14.28 | 46.91 | 5.10 | 51.17 | 4:19.58 | 8538  | 7    |
| Harrison A. Williams | Poäng  | 947   | 915  | 830   | 767  | 973   | 939   | 806   | 941  | 606   | 814     | 8538  | 7    |
| Zach Ziemek          | Längd  | 10.60 | 6.86 | 15.03 | 1.96 | 50.79 | 15.11 | 50.08 | 5.00 | 57.05 | 4:53.17 | 7983  | 17   |
| Zach Ziemek          | Poäng  | 952   | 781  | 792   | 767  | 779   | 836   | 872   | 910  | 694   | 600     | 7983  | 17   |

Källa:
| Athlete        | Event    | 100 H | HH   | KS    | 200 m | LH   | SK    | 800 m   | Final | Rank |
| -------------- | -------- | ----- | ---- | ----- | ----- | ---- | ----- | ------- | ----- | ---- |
| Taliyah Brooks | Resultat | 13,00 | 1,77 | 13,58 | 24,02 | 6,15 | 38,76 | 2:13,95 | 6258  | 11   |
| Taliyah Brooks | Poäng    | 1124  | 941  | 766   | 979   | 896  | 644   | 908     | 6258  | 11   |
| Anna Hall      | Resultat | 13,36 | 1,89 | 14,11 | 23,89 | 5,93 | 45,99 | 2:04,39 | 6615  | 5    |
| Anna Hall      | Poäng    | 1071  | 1093 | 801   | 991   | 828  | 783   | 1048    | 6615  | 5    |
| Chari Hawkins  | Resultat | 13,16 | NM   | 13,64 | 24,49 | 5,90 | 44,30 | 2:15,76 | 5255  | 21   |
| Chari Hawkins  | Poäng    | 1100  | 0    | 770   | 934   | 819  | 750   | 882     | 5255  | 21   |

Källa:

## Fäktning

### Herrar
| Idrottare                                                           | Gren                 | 32-delsfinal         | Sextondelsfinal         | Åttondelsfinal         | Kvartsfinal           | Semifinal                                 | Final / BM                           | Final / BM       |
| Idrottare                                                           | Gren                 | Motståndare Resultat | Motståndare Resultat    | Motståndare Resultat   | Motståndare Resultat  | Motståndare Resultat                      | Motståndare Resultat                 | Placering        |
| ------------------------------------------------------------------- | -------------------- | -------------------- | ----------------------- | ---------------------- | --------------------- | ----------------------------------------- | ------------------------------------ | ---------------- |
| Nick Itkin                                                          | Florett              | Bye                  | Tofalides (CYP) V 15–10 | Tolba (EGY) V 15–8     | Bianchi (ITA) V 15–14 | Macchi (ITA) F 11–15                      | Bronsmatch Iimura (JPN) V 15–12      | 3                |
| Alexander Massialas                                                 | Florett              | Bye                  | Keryhuel (CIV) V 15–3   | Iimura (JPN) F 8–15    | Gick inte vidare      | Gick inte vidare                          | Gick inte vidare                     | Gick inte vidare |
| Gerek Meinhardt                                                     | Florett              | Bye                  | Chen (CHN) V 15–7       | Lefort (FRA) F 10–15   | Gick inte vidare      | Gick inte vidare                          | Gick inte vidare                     | Gick inte vidare |
| Miles Chamley-Watson Nick Itkin Alexander Massialas Gerek Meinhardt | Lagtävling i florett | —                    | —                       | —                      | Egypten V 45–35       | Italien F 38–45                           | Bronsmatch Frankrike F 32–45         | 4                |
| Eli Dershwitz                                                       | Sabel                | Bye                  | Gémesi (HUN) F 10–15    | Gick inte vidare       | Gick inte vidare      | Gick inte vidare                          | Gick inte vidare                     | Gick inte vidare |
| Colin Heathcock                                                     | Sabel                | Bye                  | Park (KOR) F 10–15      | Gick inte vidare       | Gick inte vidare      | Gick inte vidare                          | Gick inte vidare                     | Gick inte vidare |
| Mitchell Saron                                                      | Sabel                | Bye                  | Pianfetti (FRA) V 15–12 | El-Sissy (EGY) F 13–15 | Gick inte vidare      | Gick inte vidare                          | Gick inte vidare                     | Gick inte vidare |
| Eli Dershwitz Filip Dolegiewicz Colin Heathcock Mitchell Saron      | Lagtävling i sabel   | —                    | —                       | —                      | Iran F 44–45          | Placeringsmatch semifinal Italien F 40–45 | Match om sjunde plats Kanada V 45–43 | 7                |

### Damer
| Idrottare                                                                    | Gren                 | 32-delsfinal         | Sextondelsfinal        | Åttondelsfinal       | Kvartsfinal          | Semifinal                                  | Final / BM                            | Final / BM       |
| Idrottare                                                                    | Gren                 | Motståndare Resultat | Motståndare Resultat   | Motståndare Resultat | Motståndare Resultat | Motståndare Resultat                       | Motståndare Resultat                  | Placering        |
| ---------------------------------------------------------------------------- | -------------------- | -------------------- | ---------------------- | -------------------- | -------------------- | ------------------------------------------ | ------------------------------------- | ---------------- |
| Anne Cebula                                                                  | Värja                | Bye                  | Fiamingo (ITA) V 15–14 | Mallo (FRA) F 13–15  | Gick inte vidare     | Gick inte vidare                           | Gick inte vidare                      | Gick inte vidare |
| Hadley Husisian                                                              | Värja                | Bye                  | Brunner (SUI) V 12–11  | Kong (HKG) F 12–15   | Gick inte vidare     | Gick inte vidare                           | Gick inte vidare                      | Gick inte vidare |
| Margherita Guzzi Vincenti                                                    | Värja                | Bye                  | Charkova (UKR) F 6–15  | Gick inte vidare     | Gick inte vidare     | Gick inte vidare                           | Gick inte vidare                      | Gick inte vidare |
| Anne Cebula Katharine Holmes Hadley Husisian Margherita Guzzi Vincenti       | Lagtävling i värja   | —                    | —                      | —                    | Polen F 29–31        | Placeringsmatch semifinal Sydkorea F 39–45 | Match om sjunde plats Egypten V 44–30 | 7                |
| Jacqueline Dubrovich                                                         | Florett              | Bye                  | Pásztor (HUN) F 12–15  | Gick inte vidare     | Gick inte vidare     | Gick inte vidare                           | Gick inte vidare                      | Gick inte vidare |
| Lee Kiefer                                                                   | Florett              | Bye                  | Jelińska (POL) V 15–13 | Huang (CHN) V 15–9   | Pásztor (HUN) V 15–4 | Volpi (ITA) V 15–10                        | Lauren Scruggs (USA) V 15–6           | 1                |
| Lauren Scruggs                                                               | Florett              | Bye                  | Berthier (SGP) V 15–13 | Guo (CAN) V 15–11    | Errigo (ITA) V 15–14 | Harvey (CAN) V 15–9                        | Kiefer (USA) F 6–15                   | 2                |
| Jacqueline Dubrovich Lee Kiefer Lauren Scruggs Maia Weintraub                | Lagtävling i florett | —                    | —                      | —                    | Kina V 45–37         | Kanada V 45–31                             | Italien V 45–39                       | 1                |
| Tatiana Nazlymov                                                             | Sabel                | Bye                  | Choi (KOR) F 14–15     | Gick inte vidare     | Gick inte vidare     | Gick inte vidare                           | Gick inte vidare                      | Gick inte vidare |
| Magda Skarbonkiewicz                                                         | Sabel                | Bye                  | Erbil (TUR) F 11–15    | Gick inte vidare     | Gick inte vidare     | Gick inte vidare                           | Gick inte vidare                      | Gick inte vidare |
| Elizabeth Tartakovsky                                                        | Sabel                | Bye                  | Hafez (EGY) F 13–15    | Gick inte vidare     | Gick inte vidare     | Gick inte vidare                           | Gick inte vidare                      | Gick inte vidare |
| Maia Chamberlain Tatiana Nazlymov Magda Skarbonkiewicz Elizabeth Tartakovsky | Lagtävling i sabel   | —                    | —                      | —                    | Sydkorea F 35–45     | Placeringsmatch semifinal Algeriet V 45–28 | Match om femte plats Ungern V 45–39   | 5                |

## Ridsport
USA deltog med en hel trupp av ryttare i vardera dressyr-, fälttävlan- och hopptävlingarna. USA kvalificerade sina lag i dressyr genom en sjätteplacering i lag vid Ryttar-VM 2022 i Herning, Danmark, en silverplacering i lagfälttävlan vid VM i Pratoni del Vivaro, Italien, och hopplaget genom en guldplacering vid Panamerikanska spelen 2023 i Santiago, Chile.
Fälttävlanslaget tillkännagavs den 3 juni 2024. Dressyrlaget tillkännagavs den 25 juni 2024 och hopplaget tillkännagavs den 6 juli 2024.

### Dressyr
Lag om tre ekipage, samt tre individuella platser:
| Ryttare        | Häst         | Grand Prix | Grand Prix | Grand Prix Freestyle | Grand Prix Freestyle | Placering |
| Ryttare        | Häst         | Poäng      | Placering  | Poäng                | Placering            | Placering |
| -------------- | ------------ | ---------- | ---------- | -------------------- | -------------------- | --------- |
| Adrienne Lyle  | Helix        |            |            |                      |                      |           |
| Marcus Orlob   | Jane         |            |            |                      |                      |           |
| Steffen Peters | Suppenkasper |            |            |                      |                      |           |

| Ryttare                                   | Häst     | Grand Prix | Grand Prix | Grand Prix Special | Grand Prix Special | Placering |
| Ryttare                                   | Häst     | Poäng      | Placering  | Poäng              | Total poäng        | Placering |
| ----------------------------------------- | -------- | ---------- | ---------- | ------------------ | ------------------ | --------- |
| Adrienne Lyle Marcus Orlob Steffen Peters | som ovan |            |            |                    |                    |           |

### Fälttävlan
Lag om tre ekipage, samt tre individuella platser:
| Tävlande         | Häst           | Dressyr | Dressyr   | Terrängbana | Terrängbana | Hoppning | Hoppning  | Hoppning | Hoppning  | Totalt | Totalt    |
| Tävlande         | Häst           | Dressyr | Dressyr   | Terrängbana | Terrängbana | Kval     | Kval      | Final    | Final     | Totalt | Totalt    |
| Tävlande         | Häst           | Straff  | Placering | Straff      | Placering   | Straff   | Placering | Straff   | Placering | Straff | Placering |
| ---------------- | -------------- | ------- | --------- | ----------- | ----------- | -------- | --------- | -------- | --------- | ------ | --------- |
| William Coleman  | Off the Record |         |           |             |             |          |           |          |           |        |           |
| Boyd Martin      | Fedarman B     |         |           |             |             |          |           |          |           |        |           |
| Caroline Pamukcu | HSH Blake      |         |           |             |             |          |           |          |           |        |           |

| Tävlande                                     | Häst     | Dressyr | Dressyr   | Terrängbana | Terrängbana | Hoppning | Hoppning  | Totalt | Totalt    |
| Tävlande                                     | Häst     | Straff  | Placering | Straff      | Placering   | Straff   | Placering | Straff | Placering |
| -------------------------------------------- | -------- | ------- | --------- | ----------- | ----------- | -------- | --------- | ------ | --------- |
| William Coleman Boyd Martin Caroline Pamukcu | som ovan |         |           |             |             |          |           |        |           |

### Hoppning
Lag om tre ekipage, samt tre individuella platser:
| Ryttare         | Häst       | Kval   | Kval      | Final  | Final     | Omhoppning | Omhoppning | Omhoppning | Totalt | Totalt | Totalt    |
| Ryttare         | Häst       | Straff | Placering | Straff | Placering | Straff     | Tid        | Placering  | Straff | Tid    | Placering |
| --------------- | ---------- | ------ | --------- | ------ | --------- | ---------- | ---------- | ---------- | ------ | ------ | --------- |
| Kent Farrington | Greya      |        |           |        |           |            |            |            |        |        |           |
| Laura Kraut     | Baloutinue |        |           |        |           |            |            |            |        |        |           |
| McLain Ward     | Ilex       |        |           |        |           |            |            |            |        |        |           |

| Ryttare                                 | Häst     | Kval   | Kval      | Final  | Final     | Omhoppning | Omhoppning | Omhoppning | Totalt | Totalt | Totalt    |
| Ryttare                                 | Häst     | Straff | Placering | Straff | Placering | Straff     | Tid        | Placering  | Straff | Tid    | Placering |
| --------------------------------------- | -------- | ------ | --------- | ------ | --------- | ---------- | ---------- | ---------- | ------ | ------ | --------- |
| Kent Farrington Laura Kraut McLain Ward | som ovan |        |           |        |           |            |            |            |        |        |           |